# Loborhynchus
Loborhynchus är ett släkte av skalbaggar. Loborhynchus ingår i familjen vivlar.

## Dottertaxa tillLoborhynchus, i alfabetisk ordning[1]
- Loborhynchus adspersus
- Loborhynchus aeneopunctatus
- Loborhynchus alutaceus
- Loborhynchus armadillo
- Loborhynchus aureolus
- Loborhynchus auricapillus
- Loborhynchus auricomus
- Loborhynchus aurifer
- Loborhynchus auropunctatus
- Loborhynchus bannaticus
- Loborhynchus bisulcatus
- Loborhynchus brunnipes
- Loborhynchus carbonarius
- Loborhynchus carinatus
- Loborhynchus carinthiacus
- Loborhynchus carmagnolae
- Loborhynchus catenulatus
- Loborhynchus caudatus
- Loborhynchus centropunctatus
- Loborhynchus chlorophanus
- Loborhynchus chrysonus
- Loborhynchus cinifer
- Loborhynchus clavipes
- Loborhynchus coecus
- Loborhynchus cribricollis
- Loborhynchus crispatus
- Loborhynchus croaticus
- Loborhynchus cuprifer
- Loborhynchus dalmatinus
- Loborhynchus depressus
- Loborhynchus dumensis
- Loborhynchus egenus
- Loborhynchus erythropus
- Loborhynchus exasperatus
- Loborhynchus flabellipes
- Loborhynchus flavipes
- Loborhynchus fossulatus
- Loborhynchus fraxini
- Loborhynchus friulicus
- Loborhynchus fuscipes
- Loborhynchus gallicus
- Loborhynchus geminatus
- Loborhynchus gemmellatus
- Loborhynchus geniculatus
- Loborhynchus giraffa
- Loborhynchus globithorax
- Loborhynchus goerzensis
- Loborhynchus grandineus
- Loborhynchus granicollis
- Loborhynchus granulatus
- Loborhynchus griseus
- Loborhynchus hirtipes
- Loborhynchus hungaricus
- Loborhynchus inductus
- Loborhynchus infernalis
- Loborhynchus istriensis
- Loborhynchus italicus
- Loborhynchus laevigatus
- Loborhynchus lavandus
- Loborhynchus ligustici
- Loborhynchus lugubris
- Loborhynchus maculatus
- Loborhynchus marginalis
- Loborhynchus maurus
- Loborhynchus maxillosus
- Loborhynchus maxtix
- Loborhynchus meridionalis
- Loborhynchus monticola
- Loborhynchus multipunctatus
- Loborhynchus nebulosus
- Loborhynchus niger
- Loborhynchus nobilis
- Loborhynchus orbicularis
- Loborhynchus ovatus
- Loborhynchus pertusus
- Loborhynchus picipes
- Loborhynchus piperatus
- Loborhynchus planatus
- Loborhynchus plumipes
- Loborhynchus pruinosus
- Loborhynchus pulverulentus
- Loborhynchus punctatissimus
- Loborhynchus raucus
- Loborhynchus regularis
- Loborhynchus rhacuensis
- Loborhynchus rufipes
- Loborhynchus rugifrons
- Loborhynchus sabulosus
- Loborhynchus septentrionis
- Loborhynchus setiger
- Loborhynchus sibiricus
- Loborhynchus silesiacus
- Loborhynchus squamiger
- Loborhynchus styriacus
- Loborhynchus subplanatus
- Loborhynchus sulcatus
- Loborhynchus sulcicollis
- Loborhynchus sulphurifer
- Loborhynchus tenebricosus
- Loborhynchus tereticollis
- Loborhynchus terricola
- Loborhynchus unctuosus
- Loborhynchus unicolor
- Loborhynchus velutinus
- Loborhynchus ventricosus
- Loborhynchus zebra